# ڇ
Chheh (en sindhi ڄي, čheh, ou simplement ڇ) est une lettre additionnelle de l'alphabet arabe utilisée dans l’écriture de l’od, du shina, du shina kohistani, du sindhi, du torwali et de l’ushoji.